# Heteragrion calendulum
Heteragrion calendulum – gatunek ważki z rodziny Heteragrionidae. Jest endemitem Kolumbii; stwierdzono go na dwóch oddalonych od siebie o około 100 km stanowiskach w departamencie Antioquia w północno-zachodniej części kraju.

## Systematyka
Gatunek ten opisał w 1919 roku Edward Bruce Williamson w oparciu o pojedynczego samca odłowionego w lutym 1917 roku. W 2017 roku, po stu latach od pierwszego stwierdzenia, gatunek ten został ponownie odkryty. C.A. Bota-Sierra i R. Novelo-Gutiérrez porównali go wówczas z taksonem Heteragrion atrolineatum, opisanym przez Donnelly’ego w 1992 roku, i uznali, że reprezentują one ten sam gatunek; H. atrolineatum został zatem uznany za młodszy synonim H. calendulum.